# Биджнор
Биджнор (англ. Bijnor, хинди बिजनौर) — город на севере Индии, в штате Уттар-Прадеш, административный центр одноимённого округа.

## География
Город находится в северо-западной части Уттар-Прадеша, к востоку от реки Ганга, на высоте 224 метров над уровнем моря.
Биджнор расположен на расстоянии приблизительно 385 километров к северо-западу от Лакхнау, административного центра штата и на расстоянии 110 километров к северо-востоку от Нью-Дели, столицы страны.

## Демография
По данным официальной переписи 2011 года численность населения городской агломерации составляла 115 381 человека, из которых мужчины составляли 52,6 %, женщины — соответственно 47,4 %. Уровень грамотности взрослого населения составлял 68,11 %. Уровень грамотности среди мужчин составлял 71,1 %, среди женщин — 64,8 %. 12,6 % населения составляли дети до 6 лет.
Динамика численности населения города по годам:
| 1991   | 2001   | 2011    |
| ------ | ------ | ------- |
| 66 486 | 79 368 | 115 381 |

## Экономика
Основу экономики города составляет сельскохозяйственное производство.

## Транспорт
Сообщение Биджнора с другими городами Индии осуществляется посредством железнодорожного и автомобильного транспорта.
Ближайший аэропорт расположен в городе Мератх.

## Религия
Город является центром епархии Сиро-малабарской католической церкви.